# Marcel Deli
Marcel Deli (* 17. února 1971 Děčín) je český spisovatel a humorista. Původním povoláním lodník. Od roku 2004 vydává humoristický blog Klaunův řev, kde uveřejňuje svoji povídkovou tvorbu. V současnosti též působí jako fejetonista kulturního měsíčníku Enter.
Je autorem např. novely Hřbitov prasátek a povídkových knih Klaunův rok, Případy pro poručíka Slídila a Husákovy děti aneb Mistrovství světa ve lhaní, které byly vydány formou elektronických knih.

## Ocenění
Jeho povídka Jak u nás málem došlo k inovacím byla oceněna čestným uznáním v literární soutěži Literární Varnsdorf 2012.
Za povídku Návnada se v roce 2013 stal absolutním vítězem literární soutěže V srdci Děčína, Děčín v srdci. V březnu 2014 získal druhé místo v literární soutěži V srdci Děčína, Děčín v srdci za povídku Dopis od tetičky.
V září 2014 druhá cena Výstaviště Lysá nad Labem za mikropovídku Účtování.
Září 2017 čestné uznání Ceny Miloslava Švandrlíka za knihu Husákovy děti aneb Mistrovství světa ve lhaní / Hřbitov prasátek.

## Dílo

### Knihy
- Klaunův rok (Ebookeater 2012)
- Hřbitov prasátek (Ebookeater 2012, E-Bohém 2014)
- Případy pro poručíka Slídila (Ebookeater 2012, E-Bohém 2014)
- Husákovy děti aneb Mistrovství světa ve lhaní (E-Bohém 2014)
- Audiokniha Případy pro poručíka Slídila (E-Bohém 2014) Namluvil herec Dejvického divadla Jaroslav Plesl
- Kruh profesora Krakowského a jiné příšerné povídky (E-Bohém 2015)
- Husákovy děti aneb Mistrovství světa ve lhaní / Hřbitov prasátek (E-Bohém 2016)
- Fejetony (E-Bohém 2018)

### Povídky
- Jak u nás málem došlo k inovacím (Ebookeater 2012)
- Prázdniny klauna Vadima (Ebookeater 2012)
- Návnada (Enter 2013, Almanach literární soutěže V srdci Děčína, Děčín v srdci 2016)
- Dopis od tetičky (Princip 2014, Almanach literární soutěže V srdci Děčína, Děčín v srdci 2016 )